# Mistrzostwa Świata w Kajakarstwie Górskim 2011
34. Mistrzostwa świata w kajakarstwie górskim odbyły się w dniach 6–11 września 2011 roku w stolicy Słowacji, Bratysławie. Zawodnicy rywalizowali w dziewięciu konkurencjach: pięciu indywidualnych i czterech drużynowych.

## Końcowa klasyfikacja medalowa
| Miejsce | Państwo         | Złoto | Srebro | Brąz | Razem |
| ------- | --------------- | ----- | ------ | ---- | ----- |
| 1       | Słowacja        | 3     | 2      | 3    | 8     |
| 2       | Francja         | 2     | 2      | 1    | 5     |
| 3       | Niemcy          | 2     | 2      | 1    | 5     |
| 4       | Czechy          | 1     | 2      | 1    | 4     |
| 5       | Austria         | 1     | 0      | 0    | 1     |
| 5       | Słowenia        | 1     | 0      | 0    | 1     |
| 7       | Chiny           | 0     | 1      | 0    | 1     |
| 7       | Polska          | 0     | 1      | 0    | 1     |
| 9       | Wielka Brytania | 0     | 0      | 1    | 1     |
| 9       | Włochy          | 0     | 0      | 1    | 1     |
| 9       | Hiszpania       | 0     | 0      | 1    | 1     |

## Medaliści
| Konkurencja:           | Złoto: | Srebro: | Brąz: |
| C-1 mężczyzn           | Denis Gargaud Chanut | Nico Bettge | Matej Beňuš |
| C-1 drużynowo mężczyzn | Słowacja · Alexander Slafkovský · Michal Martikán · Matej Beňuš                                                          | Niemcy · Sideris Tasiadis · Nico Bettge · Jan Benzien                                                            | Czechy · Tomáš Indruch · Stanislav Ježek · Vítězslav Gebas                                                          |
| C-2 mężczyzn           | Słowacja · Pavol Hochschorner · Peter Hochschorner                                                                       | Francja · Denis Gargaud Chanut · Fabien Lefèvre                                                                  | Słowacja · Ladislav Škantár · Peter Škantár                                                                         |
| C-2 drużynowo mężczyzn | Francja · Denis Gargaud Chanut i Fabien Lefèvre · Matthieu Peche i Gauthier Klauss · Nicolas Peschier i Pierre Labarelle | Słowacja · Pavol Hochschorner i Peter Hochschorner · Ladislav Škantár i Peter Škantár · Ján Bátik i Tomáš Kučera | Wielka Brytania · David Florence i Richard Hounslow · Etienne Stott i Timothy Baille · Matthew Lister i Rhys Davies |
| K-1 mężczyzn           | Peter Kauzer | Mateusz Polaczyk                                                                                                 | Fabien Lefèvre |
| K-1 drużynowo mężczyzn | Niemcy · Alexander Grimm · Sebastian Schubert · Hannes Aigner                                                            | Francja · Vivien Colober · Boris Neveu · Fabien Lefèvre                                                          | Włochy · Daniele Molmenti · Giovanni de Gennaro · Omar Raiba                                                        |
| C-1 kobiet             | Kateřina Hošková | Cen Nanqin | Katarína Macová |
| K-1 kobiet             | Corinna Kuhnle | Jana Dukátová | Maialen Chourraut                                                                                                   |
| K-1 drużynowo kobiet   | Słowacja · Elena Kaliská · Jana Dukátová · Dana Mann                                                                     | Czechy · Kateřina Kudějová · Štěpánka Hilgertová · Irena Pavelková                                               | Niemcy · Melanie Pfeifer · Claudia Bär · Jasmin Schornberg                                                          |